# Popeye

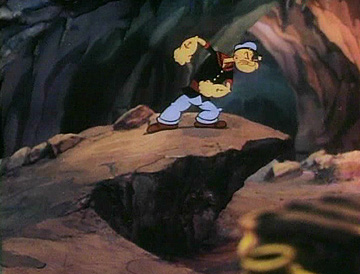
Popeye the Sailor Meets Ali Baba

Popeye – fikcyjny bohater komiksów i krótkometrażowych filmów animowanych, stworzony w 1929 roku przez Elziego Crislera Segara, przedstawiany z nieodłączną fajką w ustach.
W latach 1933–1957 powstał seria kinowych filmów animowanych (pierwszy to: Marynarz Popeye), a w latach 1960–1962 serial animowany. W 1980 Robert Altman nakręcił film fabularny, z dekoracji stworzonych do niego na Malcie powstał park rozrywki Popeye Village.

## Opis
Popeye to marynarz o dobrym sercu, ale porywczej naturze, lubiący bójki. Szczególną siłę zyskuje po zjedzeniu puszki szpinaku (fakt ten miał zapewne spopularyzować to nielubiane zwykle przez dzieci warzywo). Jego narzeczoną jest Oliwka Olejek, a największym rywalem – Bluto.
Pierwowzorem postaci był prawdopodobnie mieszkający w rodzinnym mieście Segara, Frank „Rocky” Fiegel (1868–1947), którego rodzice Bartłomiej Figiel i Anna (z domu Grott) wyemigrowali w drugiej połowie XIX w. z Wielkopolski do USA.
W przekładach ukazujących się w przedwojennej Polsce Popeye znany był jako marynarz Kubuś, a także był tłumaczony jako „Ferdek i Merdek” („Merdek” było imieniem nadanym postaci Wimpy’ego).
Od 1933 do 1942 roku produkcją animowanych krótkometrażówek kinowych z Popeye’em zajmowało się studio braci Fleischer, później w latach 1942–1957 produkcję przejęło studio Famous należące do wydawcy krótkometrażówek, Paramount Pictures. W latach 1960–1962 studio King Features Syndicate wyprodukowało telewizyjny serial animowany. W 1980 r. powstała filmowa wersja przygód Popeye’a z żywymi aktorami – z Robinem Williamsem w głównej roli. Z dniem 1 stycznia 2009 r. postać Popeye’a stała się w Europie domeną publiczną. Elzie Segar – autor postaci i komiksów z jego przygodami zmarł w 1938 roku. Minęło więc już 70 lat ustawowej ochrony praw autorskich do komiksu. Jednakże na terenie Stanów Zjednoczonych nadal chronione są prawa autorskie do postaci. 1 stycznia 2025 roku Popeye wejdzie do domeny publicznej w Stanach Zjednoczonych.
Zarówno kinowe krótkometrażówki, jak i serial telewizyjny z lat 60. były emitowane na kanale Boomerang z polskim dubbingiem.

## Postacie
- Popeye – marynarz. Marynarz o charakterystycznym akcencie i zwyczaju przekręcania słów. Znany jest ze swojej siły, którą zyskuje po spożyciu szpinaku. Pomimo impulsywnego charakteru i skłonności do bójek, wykazuje także cechy lojalności i dobroci.
- Oliwka Olejek (ang. Olive Oyl) – dziewczyna Popeye’a. Wysoka i szczupła dziewczyna, obiekt zainteresowania zarówno Popeye'a, jak i Bluta. Często przedstawiana jest jako niezdecydowana i skłonna do kaprysów.
- Bluto (w serialu animowanym z lat 60. Brutus) – główny rywal Popeye’a o względy Oliwki. Charakteryzuje się siłą fizyczną i agresywnym zachowaniem. Choć zazwyczaj jest antagonistą, w niektórych historiach występuje jako sojusznik.
- Wimpy – wąsaty grubasek, ubóstwiający jedzenie hamburgerów, mimo że nigdy nie ma na nie pieniędzy. Przyjaciel Popeye’a, choć w wielu kreskówkach pojawia się jako postać neutralna (np. jako sędzia)
- Swee’Pea (Groszek – w polskiej wersji językowej) – adoptowany synek Popeye’a, niemowlę.
- Siostrzeńcy Popeye’a – czworaczki, żaden nie posiada osobnych charakterystyk. Pojawiają się tylko w kreskówce (w komiksie Popeye był jedynakiem i nie miał rodziny poza ojcem, zatem nie mógłby mieć siostrzeńców). Ich imiona to: Pipeye, Pupeye, Poopeye, Peepeye
- Poopdeck Pappy – ojciec Popeye’a. Wyglądają identycznie z tą różnicą, że Poppedeck ma brodę. Nie jest tak uprzejmy jak Popeye i o wiele bardziej lubi bójki.
- Jeep (Gienio) – dziwny przypominający nieco psa lub kota stworek, magiczna istota o niezwykłych zdolnościach, towarzysząca Popeye'owi. Potrafi między innymi przenikać przez ściany i zmieniać swoją formę.
- Wiedźma Morska – przeciwniczka Popeye’a. Posługuje się czarną magią. W wersji animowanej ma zieloną skórę oraz swojego pomagiera – sępa.
- Sęp – zwykły sęp, pomocnik Wiedźmy Morskiej.
- Doktor Wallyshnizer – naukowiec oraz lekarz, znajomy Popeye’a. Tworzy różne wynalazki. Ma długą, siwą brodę i jest niski.
- Wiffle Bird – magiczny ptak o niezwykłych zdolnościach, zdolny do rzucania różnego rodzaju zaklęć, np. raz zamienił Wimpy’ego w wilkołaka.